# Cho Hun-hyun
Cho Hun-hyun (조훈현?, 曺薰鉉?, Jo Hun-hyeonLR, Cho Hun-hyŏnMR; [t͡ɕo ɸʷun çʌ̹n]; Mokpo, 10 marzo 1953) è un goista e politico sudcoreano, vincitore di 154 tornei, record assoluto.
Tra settembre 1982 settembre 1990 ha fatto registrare il punteggio Elo più alto al mondo.

## Carriera
Imparò il go all'età di quattro anni e nel 1962 superò l'esame per diventare professionista in Corea. L'anno seguente andò in Giappone per diventare allievo di Minoru Kitani, qui fu retrocesso da 2° dan a 4º kyu, non venendogli riconosciuto il livello da professionista a causa della differenza di livello tra i professionisti coreani e quelli giapponesi. Nel 1966 superò anche l'esame da professionista in Giappone, diventando il primo ad essere affiliato come professionista a due associazioni diverse e divenne allievo di Hideyuki Fujisawa. In Giappone riuscì a conseguire alcuni risultati tra cui il secondo posto al torneo Shin-Ei del 1971, alle spalle di Takaho Kojima.
Nel 1972 rientrò in Corea del Sud per svolgere il servizio militare e al termine di questo decise di rimanere in patria. L'anno seguente vinse il suo primo titolo professionistico al torneo Chaegowi.
Negli anni seguenti Cho Hun-hyun si è rivelato un giocatore dominante in Corea del Sud, aggiudicandosi molti dei principali tornei a cui prendeva parte, affrontando e battendo spesso Seo Bong-soo, il suo rivale.
Nonostante i successi tutti gli appassionati non ritenevano Hun-hyun il miglior giocatore coreano in circolazione, preferendogli Cho Chikun, emigrato in Giappone da bambino e diventato detentore di molti titoli. Chikun visitò la Corea nel 1980 e i due giocarono un match amichevole in due partite. Chikun vinse entrambe le sfide, avvalorando quindi le tesi di chi lo credeva superiore. In risposta Hun-hyun giurò che non avrebbe mai più perso contro Chikun. Cho Hun-hyun vinse tutte le successive partite con Cho Chikun fino al 2003, quando perse contro di lui nella Samsung Fire Cup.
Nel 1982 divenne il primo giocatore coreano ad essere riconosciuto 9º dan. Durante gli anni '80 ai successi in patria iniziarono ad aggiungersi quelli all'estero, portando il go coreano a primeggiare del mondo. Nel 1988, in occasione della prima Ing Cup, Cho era l'unico giocatore coreano presente (a fronte di 9 giapponesi e 6 cinesi) ma riuscì ad aggiudicarsi il torneo.
A partire dal 1984 è stato il maestro di Lee Chang-ho, che una volta divenuto a sua volta professionista ha iniziato ad infrangere i record stabiliti da Hun-hyun.

## Titoli
| Nazionali          | Nazionali                                                             | Nazionali                                    |
| Tornei             | Vittorie                                                              | Finalista                                    |
| ------------------ | --------------------------------------------------------------------- | -------------------------------------------- |
| Guksu              | 16 (1976–1985, 1988, 1989, 1991, 1992, 1998, 2000)                    | 8 (1986, 1987, 1993–1996, 1999, 2001)        |
| Myungin            | 12 (1977, 1979–1981, 1984–1990, 1997)                                 | 7 (1973, 1978, 1983, 1991, 1998, 2000, 2003) |
| Chunwon            |                                                                       | 2 (1996, 2002)                               |
| KBS Cup            | 11 (1980, 1981, 1984, 1986, 1987, 1989, 1990, 1992, 1996, 1997, 1999) | 2 (1991, 1994)                               |
| Coppa Daejoo       | 2 (2010, 2013)                                                        | 1 (2011)                                     |
| Wangwi             | 13 (1976–1979, 1981–1989)                                             | 7 (1990, 1992, 1994, 1997, 1998, 2001, 2003) |
| Kisung             | 2 (1990, 1992)                                                        | 7 (1991, 1993–1996, 1998, 2003)              |
| BC Card Cup        | 2 (1990, 1995)                                                        | 4 (1991, 1992, 1994, 1996)                   |
| Baedalwang         |                                                                       | 1 (1996)                                     |
| Chaegowi           | 15 (1973, 1974, 1976–1979, 1981–1988, 1992)                           | 8 (1980, 1989, 1990, 1993–1997)              |
| Gukgi              | 12 (1975–1979, 1981–1987)                                             | 3 (1980, 1988, 1992)                         |
| Paewang            | 20 (1977–1992, 1997–2000)                                             | 2 (1993, 2001)                               |
| Taewang            | 8 (1983, 1985–1987, 1989, 1990, 1994, 1995)                           | 2 (1988, 1997)                               |
| Baccus Cup         | 6 (1983, 1985, 1987–1989, 1994)                                       |                                              |
| Daewang            | 7 (1983–1987, 1989, 1993)                                             | 3 (1993, 1995, 1996)                         |
| Paedel Cup         | 1 (1996)                                                              | 5 (1993–1995, 1997, 1999)                    |
| Coppa KT           | 1 (2002)                                                              |                                              |
| Kiwang             | 12 (1979, 1981, 1982, 1984–1987, 1989–1992, 1995)                     | 3 (1983, 1988, 1993)                         |
| SBS TV Cup         |                                                                       | 1 (1994)                                     |
| Shin-Ei            |                                                                       | 1 (1971)                                     |
| Totale             | 140                                                                   | 67                                           |
| Internazionali     |                                                                       |                                              |
| Ing Cup            | 1 (1988)                                                              |                                              |
| LG Cup             |                                                                       | 1 (2002)                                     |
| Samsung Cup        | 2 (2001, 2002)                                                        |                                              |
| Chunlan Cup        | 1 (1999)                                                              |                                              |
| Fujitsu Cup        | 3 (1994, 2000, 2001)                                                  | 1 (1993)                                     |
| Asian TV Cup       | 2 (2000, 2001)                                                        | 3 (1992, 1995, 2002)                         |
| Tong Yang Cup      | 2 (1994, 1997)                                                        |                                              |
| Totale             | 11                                                                    | 6                                            |
| Totale in carriera |                                                                       |                                              |
| Totale             | 151                                                                   | 73                                           |

## Altre attività
Nel 2016 si è candidato alle elezioni politiche, venendo eletto in parlamento nelle file del partito Saenuri.